# M. L. Brooks
Myroh Lester Brooks oder Marion Lester Brooks (* 1905 in Woodward, Oklahoma; † nach 1959) war ein US-amerikanischer Lehrer und Politiker (Demokratische Partei).

## Werdegang
Über die Jugendjahre von Myroh Lester Brooks ist nichts bekannt. 1929 zog er nach Arizona. Brooks machte einen Abschluss in Pädagogik an der Southwest Texas State University in San Marcos (Texas). In der Folgezeit besuchte er die University of Texas, die University of Arizona und die Arizona State University, wo er 1944 seinen Master of Arts in Pädagogik machte. Brooks unterrichtete in San Antonio (Texas), und im Pinal County, Maricopa County und Pima County (Arizona). Von 1942 bis zu seinem Amtsantritt als Superintendent of Public Instruction von Arizona im Jahr 1949 war er als Lehrer in Phoenix (Arizona) tätig.
Am 7. Mai 1948 verkündete er seine Kandidatur für den Posten des Superintendent of Public Instruction von Arizona. Zu diesem Zeitpunkt wurde er als nicht ernsthafter Kandidat wahrgenommen. Bei den demokratischen Vorwahlen im Jahr 1948 besiegte er aber den Amtsinhaber Linne D. Klemmedson mit einer Mehrheit von etwa 2.500 Stimmen. Brooks gewann die anschließenden Wahlen im Herbst 1948. Er wurde zweimal in Folge wiedergewählt. Bei seiner dritten Wiederwahlkandidatur erlitt er eine Niederlage bei den demokratischen Vorwahlen gegen C. L. Harkins. Brooks schied Anfang 1955 aus dem Amt. Bei den Wahlen im Jahr 1956 wurde er erneut zum Superintendent of Public Instruction von Arizona gewählt. Brooks erlitt bei den demokratischen Vorwahlen in den Jahren 1958 und 1960 jeweils eine Niederlage. Er schied Anfang 1959 aus dem Amt.